# 普拉利德尔 (布拉干省)

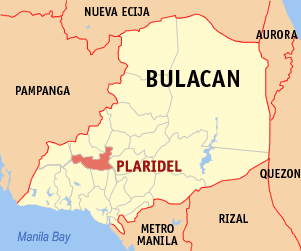
布拉干省的地图，示普拉利德尔所在地

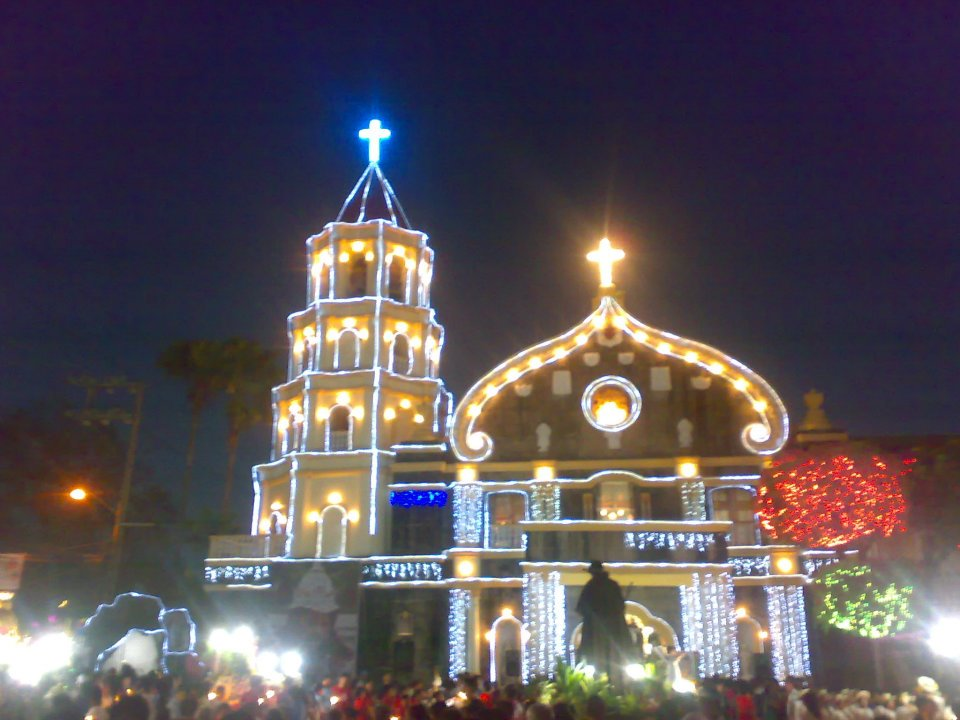
Parish of St. James the Apostle

普拉利德尔（他加禄语：Plaridel，咱人话：柏拉里黎）是菲律宾布拉干省的一座城市。面积32.44平方公里。根据2015年人口普查结果，普拉利德尔拥有107,805名居民。现下辖19個描笼涯。